# Le Plan (Alta Garona)
Le Plan (occità Le Plan) és un municipi del departament francès de l'Alta Garona, a la regió d'Occitània.